# Nightwing
Nightwing peti je studijski album Švedskog black metal-sastava Marduk. Diskografska kuća Osmose Productions objavila ga je u travnju 1998. godine.
Pjesme 1. – 5. je o sotonizmu - ovaj se dio albuma zove "Chapter I - Dictionnaire Infernal". A pjesme 6. – 10. je o Vladu III. Drakuli - ovaj se dio albuma zove "Chapter II - The Warlord of Wallachia".

## Popis pjesama
Tekstovi i glazba: Marduk. 
| 1. | »Preludium«         | 2:09 |
| 2. | »Bloodtide (XXX)«   | 6:44 |
| 3. | »Of Hell's Fire«    | 5:22 |
| 4. | »Slay the Nazarene« | 3:49 |
| 5. | »Nightwing«         | 7:35 |

| Chapter II - The Warlord of Wallachia | Chapter II - The Warlord of Wallachia | Chapter II - The Warlord of Wallachia | Chapter II - The Warlord of Wallachia | Chapter II - The Warlord of Wallachia | Chapter II - The Warlord of Wallachia | Chapter II - The Warlord of Wallachia | Chapter II - The Warlord of Wallachia | Chapter II - The Warlord of Wallachia | Chapter II - The Warlord of Wallachia |
| Br.                                   | Skladba                               | Trajanje                              |                                       |                                       |                                       |                                       |                                       |                                       |                                       |
| ------------------------------------- | ------------------------------------- | ------------------------------------- | ------------------------------------- | ------------------------------------- | ------------------------------------- | ------------------------------------- | ------------------------------------- | ------------------------------------- | ------------------------------------- |
| 6.                                    | »Dreams of Blood and Iron«            | 6:20                                  |                                       |                                       |                                       |                                       |                                       |                                       |                                       |
| 7.                                    | »Dracole Wayda«                       | 4:08                                  |                                       |                                       |                                       |                                       |                                       |                                       |                                       |
| 8.                                    | »Kaziklu Bey (The Lord Impaler)«      | 4:02                                  |                                       |                                       |                                       |                                       |                                       |                                       |                                       |
| 9.                                    | »Deme Quaden Thyrane«                 | 5:07                                  |                                       |                                       |                                       |                                       |                                       |                                       |                                       |
| 10.                                   | »Anno Domini 1476«                    | 2:14                                  |                                       |                                       |                                       |                                       |                                       |                                       |                                       |
| 47:30                                 |                                       |                                       |                                       |                                       |                                       |                                       |                                       |                                       |                                       |

## Zasluge
Marduk
- Legion - vokali
- Evil - gitara
- B. War - bas-gitara
- Fredrik Andersson - bubnjevi

Ostalo osoblje
- Kris Verwimp - naslovnica albuma
- Peter Tägtgren - miks